# Zavarovalnica Sava Portorož 2022
WTA Slovenia Open 2022 (còn được biết đến với Zavarovalnica Sava Portorož vì lý do tài trợ) là một giải quần vợt WTA 250 thi đấu trên mặt sân cứng ngoài trời. Đây là mùa thứ 8 của Giải quần vợt Slovenia Mở rộng. Giải đấu diễn ra tại Tennis Club Portorož ở Portorož, Slovenia từ ngày 12 đến ngày 18 tháng 9 năm 2022.

## Nội dung đơn

### Hạt giống
| Quốc gia | Tay vợt               | Xếp hạng† | Hạt giống |
| -------- | --------------------- | --------- | --------- |
| GBR      | Emma Raducanu         | 11        | 1         |
| BRA      | Beatriz Haddad Maia   | 15        | 2         |
| KAZ      | Elena Rybakina        | 25        | 3         |
| ITA      | Martina Trevisan      | 27        | 4         |
|          | Ekaterina Alexandrova | 28        | 5         |
| FRA      | Alizé Cornet          | 40        | 6         |
| USA      | Bernarda Pera         | 45        | 7         |
| AUS      | Ajla Tomljanović      | 46        | 8         |
|          | Anastasia Potapova    | 52        | 9         |

† Bảng xếp hạng vào ngày 29 tháng 8 năm 2022. 

### Vận động viên khác
Đặc cách:
- Elizabeth Mandlik
- Petra Marčinko
- Emma Raducanu[2]

Xếp hạng đặc biệt:
- Laura Siegemund

Vượt qua vòng loại:
- Cristina Bucșa
- Jodie Burrage
- Anna-Lena Friedsam
- Elena-Gabriela Ruse
- Tara Würth
- Anastasia Zakharova

Thua cuộc may mắn:
- Harriet Dart

### Rút lui
Trước giải đấu
- Marie Bouzková → thay thế bởi  Diane Parry
- Anhelina Kalinina → thay thế bởi  Donna Vekić
- Anna Kalinskaya → thay thế bởi  Tamara Zidanšek
- Barbora Krejčíková → thay thế bởi  Lesia Tsurenko
- Bernarda Pera → thay thế bởi  Harriet Dart
- Liudmila Samsonova → thay thế bởi  Dayana Yastremska
- Alison Van Uytvanck → thay thế bởi  Claire Liu

## Nội dung đôi

### Hạt giống
| Quốc gia | Tay vợt               | Quốc gia | Tay vợt         | Xếp hạng1 | Hạt giống |
| -------- | --------------------- | -------- | --------------- | --------- | --------- |
| SLO      | Andreja Klepač        | GER      | Laura Siegemund | 74        | 1         |
|          | Anastasia Potapova    |          | Yana Sizikova   | 114       | 1         |
| GBR      | Alicia Barnett        | GBR      | Olivia Nicholls | 141       | 3         |
|          | Ekaterina Alexandrova | GER      | Vivian Heisen   | 151       | 4         |

- Bảng xếp hạng vào ngày 29 tháng 8 năm 2022.

### Vận động viên khác
Đặc cách:
- Tímea Babos /  Tamara Zidanšek
- Pia Lovrič /  Lara Smejkal

Thay thế:
- Nigina Abduraimova /  Jodie Burrage

### Rút lui
Trước giải đấu
- Alena Fomina-Klotz /  Dalila Jakupović → thay thế bởi  Alena Fomina-Klotz /  Ingrid Gamarra Martins
- Anna Kalinskaya /  Tereza Mihalíková → thay thế bởi  Cristina Bucșa /  Tereza Mihalíková
- Andreja Klepač /  Elena Rybakina → thay thế bởi  Andreja Klepač /  Laura Siegemund
- Nicole Melichar-Martinez /  Laura Siegemund → thay thế bởi  Adrienn Nagy /  Nika Radišić
- Diane Parry /  Clara Tauson → thay thế bởi  Nigina Abduraimova /  Jodie Burrage

## Nhà vô địch

### Đơn
- Kateřina Siniaková đánh bại  Elena Rybakina, 6–7(4–7), 7–6(7–5), 6–4

### Đôi
- Marta Kostyuk /  Tereza Martincová đánh bại  Cristina Bucșa /  Tereza Mihalíková 6–4, 6–0